# Arbaa Taourirt
Arbaa Taourirt (franska: Arbaa Taourirt (CR), Arbaa Taourirt (Commune Rurale), arabiska: اربعاء تاوريرت) är en kommun i Marocko.   Den ligger i provinsen Al Hoceïma och regionen Tanger-Tétouan-Al Hoceïma, i den nordöstra delen av landet, 280 km öster om huvudstaden Rabat. Antalet invånare är 7 272.